# Henleophytum echinatum
Henleophytum echinatum là một loài thực vật có hoa trong họ Malpighiaceae. Loài này được (Griseb.) Small mô tả khoa học đầu tiên năm 1910.